# Нижнетагильский горно-металлургический колледж имени Е. А. и М. Е. Черепановых
Нижнетагильский горно-металлургический колледж имени Е. А. и М. Е. Черепановых — одно из старейших профессиональных образовательных учреждений России.
С 1959 года учреждение носит имя талантливых уральских механиков Ефима и Мирона Черепановых, полное название — Государственное автономное профессиональное образовательное учреждение Свердловской области «Нижнетагильский горно-металлургический колледж имени Е. А. и М. Е. Черепановых».

## История

### Демидовский период
В 1702 году царь Пётр I, разрешив Никите Демидову разработку руд и строительство новых заводов, в «Памяти», адресованной промышленнику, указал, чтобы при заводах на собственные деньги
«деткам школы… были построены… и работников добрых и смышлёных тому делу у домен и у руд, у угольного жжения учить, чтоб и впредь за оскуднением людей остановки и никаких вредительных причин не учинялося»…
Через семь лет после царского указа, 6 декабря 1709 года, в Невьянске была открыта «цифи́рная школа» (арифметическая). В 1715 году обязанность посещения цифирных школ была распространена на людей всех званий в Русском царстве. Это было одно из первых учебных заведений в России, где наряду с «вольными» разрешалось учиться и детям крепостных рабочих.
В 20-х годах XVIII века Нижний Тагил становится крупнейшим горнозаводским центром в связи с постройкой Выйского медеплавильного и Тагильского железоделательного заводов. Вследствие все возрастающей потребности в специалистах Акинфий Демидов открывает филиал Невьянской школы в Нижнетагильске в 1740 году, а в 1758 году из-за семейного раздела имущества уже Никита Акинфиевич полностью переводит школу из Невьянска в район Выйского завода.
В 1806 году в связи с расширением производства арифметическая (цифи́рная) школа по распоряжению Николая Никитича Демидова была значительно расширена и преобразована в Выйское заводское училище. «…Цель этого училища была и есть такова, чтобы образовать для должностей по заводам хороших служащих и с тем вместе, по возможности, распространить между заводскими жителями самолучших познаний в общежитии…».
В это время в училище преподавал известный уральский механик Мирон Ефимович Черепанов. Он вел практические занятия.
В 1862 году училище «…сообразно с потребностями заводов…» было преобразовано в реальное, которое обладало правами уездного и содержалось за счёт средств заводовладельцев.
В 1896 году реальное училище было преобразовано в горно-заводское. За период с 1806 года по 1916 год было выпущено более 1 000 специалистов: металлургов, горняков, механиков, лесоводов, бухгалтеров.

### Советский период
В 1921 году училище было переименовано в Нижне-Тагильский индустриальный техникум с горным отделением, а через полгода в Высший Практический Горнозаводский Институт. Но в 1922 году сообразно потребностям времени (а страна нуждалась в руководителях среднего звена) учебному заведению вернули прежнее наименование горнозаводского техникума.
В 1926 году горнозаводский техникум был переименован в горно-металлургический техникум, ставший кузницей кадров для горнодобывающей и металлургической промышленности. За годы Советской власти техникум подготовил по 27 специальностям более 35 000 специалистов, работавших на всех 5 континентах.
За успехи в подготовке специалистов техникум в 1959 году был награждён Почётной грамотой Президиума Верховного Совета РСФСР, ему было присвоено славное имя Ефима и Мирона Черепановых. А в 1967 году техникум был награждён Орденом Трудового Красного знамени.
Решением Минвуза СССР в 1973 году техникум был признан «Лучшим базовым техникумом республики» (РСФСР).

### Современный период
В 1990 году на базе техникума создан Нижнетагильский горно-металлургический колледж имени Е. А. и М. Е. Черепановых.
В 1989 году директором техникума назначен Заслуженный металлург России, Заслуженный учитель России, Почетный работник среднего профессионального образования Владимир Иванович Мигунов.
С 2007 по 2013 год директором НТГМК являлась Надежда Борисовна Шарова — Заслуженный учитель России, Почётный работник СПО.
В рамках конкурсов ко Дню города-2008, 2010, 2013 колледж становился Лучшим учебным заведением Нижнего Тагила.
В 2009 году Нижнетагильский горно-металлургический колледж имени Е. А. и М. Е. Черепановых стал единственным в Свердловской области средним специальным учебным заведением, победившим в конкурсном отборе средних специальных учебных заведений, реализующих инновационные образовательные программы в рамках Приоритетного национального проекта «Образование».
6 декабря 2009 года Нижнетагильский горно-металлургический колледж имени Е. А. и М. Е. Черепановых отпраздновал 300-летие со дня основания.
В декабре 2013 года колледж возглавил Михаил Анатольевич Холкин.
В марте 2015 года завершена реорганизация колледжа путём присоединения Нижнетагильского техникума промышленных технологий и транспорта, Горнозаводского политехникума и Нижнесалдинского профессионального училища.

## Колледж сегодня
Нижнетагильский горно-металлургический колледж имени Е. А. и М. Е. Черепановых осуществляет подготовку по программам подготовки квалифицированных рабочих и служащих, а также специалистов среднего звена (всего 6 профессий и 12 специальностей).
Колледж занимает шесть учебных корпусов общей площадью более 25 000 кв.м. В состав материальной базы также входят два студенческих общежития и спортивные площадки.
Для организации учебного процесса используется более ста современных лабораторий и аудиторий. В числе преподавателей колледжа — два кандидата наук, три Заслуженных учителя России и 22 Почётных работника СПО.